# ГЕС-ГАЕС Кадампарай
ГЕС-ГАЕС Кадампарай – гідроелектростанція на півдні Індії у штаті Тамілнад. Працює у сточищі річки Аліяр, лівого витоку Каннадіпужі, яка в свою чергу є лівим витоком Бхаратапужі (друга за довжиною річка штату Керала, яка дренує західний схил Західних Гатів та впадає у Лакка́дівське море на північ від Кочі). 
У своїй роботи станція використовує два водосховища:
- верхній резервуар створений на лівому витоку Аліяр річці Pambar Ar за допомогою комбінованої мурованої/земляної греблі висотою 68 метрів та довжиною 808 метрів, яка потребувала 1332 тис м3 матеріалу. Вона утримує водойму з припустимим коливанням рівня поверхні в операційному режимі між позначками 1112 та 1149 метрів НРМ та корисним об’ємом 27 млн м3;
- нижнім резервуаром є сховище Верхньої Аліярської греблі (використовується ГЕС Аліяр) – мурованої споруди висотою 81 метр та довжиною 316 метрів, яка потребувала 283 тис м3 матеріалу і утримує водойму з об’ємом 26,6 млн м3 та корисним об’ємом 25,8 млн м3.
Підземний машинний зал розташований на правобережжі Pambar Ar у 1,5 км та 0,9 км від верхнього та нижнього резервуарів відповідно. Він обладнаний чотирма оборотними турбінами типу Френсіс потужністю по 102 МВт у генераторному та 107 МВт у насосному режимах. При напорі від 323 до 385 метрів (номінальний напір 341 метр) вони забезпечують виробництво 79 млн кВт-год електроенергії на рік.